# Spiranthinae
Sous-tribu
Les Spiranthinae sont une sous-tribu de plantes à fleurs de la famille des Orchidaceae (Orchidées), de la sous-famille des Orchidoideae et de la tribu des Cranichideae.
Le genre type est Spiranthes.

## Liste des genres
- Aracamunia
- Aulosepalum
- Beloglottis
- Brachystele
- Buchtienia
- Coccineorchis
- Cotylolabium
- Cybebus
- Cyclopogon
- Degranvillea
- Deiregyne
- Dichromanthus
- Discyphus
- Eltroplectris
- Eurystyles
- Funkiella
- Hapalorchis
- Helonoma
- Kionophyton
- Lankesterella
- Lyroglossa
- Mesadenella
- Mesadenus
- Microthelys
- Nothostele
- Odontorrhynchus
- Pelexia
- Physogyne
- Potosia
- Pseudogoodyera
- Pteroglossa
- Sacoila
- Sarcoglottis
- Sauroglossum
- Schiedeella
- Skeptrostachys
- Sotoa
- Spiranthes
- Stalkya
- Stenorrhynchos
- Svenkoeltzia
- Thelyschista
- Veyretia

## Publication originale
- John Lindley et Carl Meissner, Plantarum vascularium genera secundum ordines, (Pl. Vasc. Gen.) t. diagn. 385, comm. 288[incompréhensible], 1842.